# 大阪ビル (東京建物)
大阪ビル（おおさかビル）とはかつて日本の大阪府大阪市中央区北浜にあった建築物である。

## 沿革
かつての安田ビルディング株式会社が、大阪府大阪市東区北浜四丁目38の地所に建築を計画し、1931年（昭和6年）10月8日竣工、その名を大阪安田ビルディングと称した。当初は安田信託銀行が本店を構えるなどした。同社は1943年（昭和18年）東京建物株式会社が吸収合併したので同社の大阪ビルとして運用される運びとなった。第二次世界大戦中においては金属類回収令より設備・意匠等の一部が供出させられるも空襲は免れ、日本敗戦後となる1945年（昭和20年）10月よりは連合国軍最高司令官総司令部が同行使用部分以外を接収し、1952年（昭和27年）6月18日解くまで使用したのである。同社はそれ以後再び貸事務所をなし、1958年（昭和33年）8月には1階層分の増築をなすなどしながら維持したのであるが、時勢の移りより規模大なる建築への建て替えを計画したので、1983年（昭和57年）11月より取り壊しに着手した。そして1985年（昭和60年）跡地に東京建物大阪ビルディングと称する建築を完成させたのである。
跡地では、2022年（令和4年）から淀屋橋駅東地区都市再生事業が実施されている。

## 建築概要
設計は渡辺仁によるものである。